# Didier Queloz
Pour les articles homonymes, voir Queloz.
Didier Patrick Queloz (prononcé [kə.lo]), né le 23 février 1966, est un astronome suisse, professeur à l'observatoire de Genève, en Suisse, et à l'université de Cambridge, en Angleterre, spécialisé dans la recherche d'exoplanètes. Il est connu notamment pour avoir découvert avec Michel Mayor 51 Pegasi b, la première planète extrasolaire confirmée comme telle orbitant autour d'une étoile de la séquence principale. Il obtient avec Michel Mayor le prix Nobel de physique 2019 pour cette découverte.

## Formation
Didier Queloz a obtenu sa maturité gymnasiale au Collège de Saussure et a effectué son master en physique à l'Université de Genève et obtient son diplôme en 1990. En 1992, il décroche un diplôme d'études approfondies en astronomie et astrophysique. Il effectue ensuite son doctorat à l'Observatoire de Genève et rédige en 1995 sa thèse intitulée Research by cross-correlation techniques (Recherche par les techniques de corrélation croisée) sous la direction de Michel Mayor.

## Découverte de51 Pegasi b
Didier Queloz préparait sa thèse de doctorat à l'Observatoire de Genève quand lui-même et Michel Mayor, alors son directeur de thèse, découvrirent la première exoplanète autour d'une étoile de la séquence principale. Queloz effectuait une analyse de 51 Pegasi en utilisant des mesures de vitesse radiale (effet Doppler) et fut surpris de trouver une planète possédant une période orbitale de seulement 4,2 jours. Il avait effectué cette analyse à titre d'exercice pour améliorer sa pratique.[réf. nécessaire] La planète, 51 Pegasi b, remettait en effet en cause les scénarios classiques sur la formation des planètes car il s'agit d'un Jupiter chaud, c'est-à-dire d'une planète géante gazeuse massive mais très proche de son étoile.

## Distinctions et récompenses
Un astéroïde, (177415) Queloz, porte son nom. 
Prix Wolf de physique en 2017 conjointement avec Michel Mayor pour la première découverte d'une exoplanète en orbite autour d'une étoile de type solaire
Prix Nobel de physique en 2019 conjointement avec Michel Mayor pour la découverte de la première exoplanète.
Il a été choisi par le pape François comme membre de l’Académie pontificale des sciences, le 8 mars 2024 .